# Separate Ways (Worlds Apart)
Separate Ways (Worlds Apart) – piosenka rockowa zespołu Journey, wydana w 1983 roku jako singel promujący album Frontiers.

## Powstanie
Piosenka powstała podczas jednej z tras koncertowych. W tamtym okresie gitarzysta Neal Schon i basista Ross Valory przechodzili rozwody. Jonathan Cain i Steve Perry postanowili napisać piosenkę, aby wydobyć jakieś pozytywy z takich okoliczności.

## Wydanie i odbiór
Piosenka została wydana na płytach 7″ i 12″.
Do utworu został nakręcony teledysk w reżyserii Toma Buchholtza. Klip realizowano na nabrzeżu w Nowym Orleanie. Zespół niechętnie wziął udział w nagraniu, podczas którego dodatkowo wystąpiły trudności związane z zazdrością ówczesnej dziewczyny Perry'ego o występującą w teledysku aktorkę. Sam klip wywołał kontrowersje ze względu na fakt, iż w jego części zespół gra na udawanych instrumentach.
Piosenka zajęła m.in. pierwsze miejsce na liście Mainstream Rock i ósme na liście Billboard Hot 100.
| Lista             | Pozycja | Źródło |
| ----------------- | ------- | ------ |
| Kanada            | 4       | [ 4 ]  |
| Polska            | 15      | [ 5 ]  |
| Południowa Afryka | 17      | [ 6 ]  |
| Stany Zjednoczone | 8       | [ 1 ]  |

## W kulturze
Utwór został wykorzystany w serialach: Życie na fali (2004), Simpsonowie (2004), Dowody zbrodni (2004) i Stranger Things (2022), a także w filmach Jestem na tak (2008) i Tron: Dziedzictwo (2010).